# Scytinostroma decidens
Scytinostroma decidens är en svampart som beskrevs av Boidin, Gilles & Lanq. 1987. Scytinostroma decidens ingår i släktet Scytinostroma och familjen Lachnocladiaceae.   Inga underarter finns listade i Catalogue of Life.